# (31910) Moustafa
2000 GJ53 (asteroide 31910) é um asteroide da cintura principal. Possui uma excentricidade de 0.09695340 e uma inclinação de 9.87016º.
Este asteroide foi descoberto no dia 5 de abril de 2000 por LINEAR em Socorro.